# Al Doilea Război Cecen
Al Doilea Război Cecen, în a doua sa fază cunoscut drept Războiul din Caucazul de Nord, a fost o operațiune militară de amploare lansată de Federația Rusă începând din 26 august 1999, ca răspuns la invadarea Daghestanului de către Brigada Internațională Islamică de Menținere a Păcii (IIPB).

## Istoria
Pe 1 octombrie, trupele ruse au intrat în Cecenia. Campania a pus capăt independenței de facto a Republicii Cecene Ichkeria și a restabilit controlul federal rusesc asupra teritoriului. Deși este privit de mulți drept un conflict intern din Federația Rusă, războiul a atras un număr mare de luptători străini.
În timpul primei campanii, militarii ruși și formațiunile paramilitare cecene pro-ruse s-au confruntat în lupte deschise cu forțele separatiste cecene și au ocupat capitala Ceceniei, Groznîi, după un asediu de iarnă care a durat de la sfârșitul anului 1999 și până în februarie 2000. Rusia a stabilit controlul direct asupra Ceceniei în mai 2000, după o ofensivă militară pe scară largă. Însă, mișcarea de rezistență militară de pe tot întinsul regiunii Caucazului de Nord a continuat să producă pierderi grele rusești și să submineze controlul politic asupra Ceceniei mulți ani după terminarea conflictului. Unii separatiști ceceni au comis și atacuri teroriste împotriva civililor din Rusia. Aceste atacuri teroriste, precum și violările pe scară largă ale drepturilor omului, comise de forțele ruse și de cele separatiste, au atras condamnarea internațională.
Până în 2009, Rusia a incapacitat sever mișcarea separatistă cecenă, iar luptele pe scară largă au încetat. Armata rusă și trupele Ministerului de Interne au fost retrase de pe străzi. Orașul Groznîi, ras inițial din temelii, a devenit subiectul unui efort masiv de reconstrucție și cea mai mare parte a sa și a împrejurimilor sale a fost refăcută rapid. Totuși, violențe sporadice mai izbucnesc în zona Caucazului de Nord; atentate ocazionale și ambuscade care țintesc trupele federale și forțele guvernelor regionale încă se mai produc.
Pe 16 aprilie 2009, operațiunea militară contrateroristă din Cecenia a luat oficial sfârșit. În timp ce grosul armatei ruse a fost retras, povara luptei cu nivelul mai redus al insurgenței a căzut în special pe umerii forțelor de poliție locale. Trei luni mai târziu, liderul în exil al guvernului separatist cecen, Ahmed Zakaiev, a făcut apel la oprirea rezistenței armate împotriva forțelor de poliție cecene cu începere de la 1 august, declarând că speră că „începând din această zi, cecenii nu vor mai trage niciodată unul în altul”.
Numărul exact al morților în urma acestui conflict este necunoscut. Estimări neoficiale oscilează între 25.000 și 50.000 de morți sau dispăruți, majoritatea civili din Cecenia. Pierderile rusești depășesc 5.200 (cifra oficială a pierderilor rusești) și se situează în jurul cifrei de 11,000, conform Comitetului Mamelor Soldaților.

## Bazele istorice ale conflictului

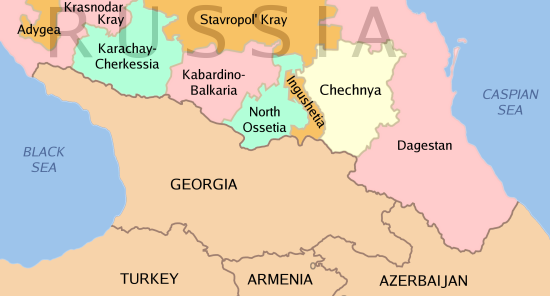
Cecenia și regiunea Caucazului

### Imperiul Rus
Cecenia este o regiune din Caucazul de Nord care a luptat constant împotriva ocupației străine, inclusiv împotriva Imperiului Otoman în secolul al XV-lea.
Oastea căzăcească rusă a Terekului s-a înființat în zona de șes a Ceceniei în 1577, din cazaci liberi strămutați de pe Volga pe râul Terek. În 1783, Rusia și Regatul Georgian Kartl-Kakheti au semnat Tratatul de la Gheorgievsk, care transforma Kartl-Kakheti într-un protectorat rusesc. Pentru a asigura comunicațiile cu Georgia și celelalte regiuni ale Transcaucaziei, Imperiul Rus a început să-și extindă influența în regiunea Caucazului, pornind Războiul Caucazului în 1817. Forțele rusești au avansat pentru prima dată în regiunea muntoasă a Ceceniei în 1830, iar conflictul din zonă a durat până în 1859, când o armată de 250.000 de oameni, sub comanda generalului Aleksandr Bariatinski, a înfrânt rezistența muntenilor. Totuși, revolte frecvente au izbucnit în Caucaz în timpul Războiului Ruso-Turc (1877-1878).

### Uniunea Sovietică
După Revoluția Rusă din 1917, cecenii au înființat un efemer Imamat al Caucazului, care includea părți din Cecenia, Daghestan și Ingușetia; a existat și un stat pan-caucazian secular, Republica de Munte a Caucazului de Nord. Statele cecene se aflau în tabere opuse ale Războiului Civil Rus și cea mai mare parte a rezistenței a fost zdobită de trupele bolșevice până în 1922. Apoi, cu câteva luni înainte de înființarea Uniunii Sovietice, Oblastul Autonom Cecen a fost creat în cadrul RSFS Ruse. El anexa o parte din teritoriul fostei Oști Căzăcești a Terekului. Cecenia și vecina sa, Ingușetia, au format Republica Autonomă Sovietică Socialistă Ceceno-Ingușă în 1936.
În 1941, în timpul Celui De-Al Doilea Război Mondial, a izbucnit o revoltă cecenă condusă de Hasan Israilov. Ca urmare, cecenii au fost acuzați de Iosif Visarionovici Stalin că ajută forțele naziste. În februarie 1944, Stalin a dat ordin să fie deportați toți cecenii și ingușii în RSS Kazahă și RSS Kirghiză, declanșând „Operațiunea Lintea” (Операция Чечевица). Peste un sfert din acești oameni au murit în timpul „strămutării”. În 1957, după moartea lui Stalin, Nikita Hrușciov le-a permis cecenilor să se reîntoarcă și Republica Cecenă a fost restabilită în 1958, dar autoritatea guvernului sovietic a început să se erodeze treptat.

### Primul Război Cecen

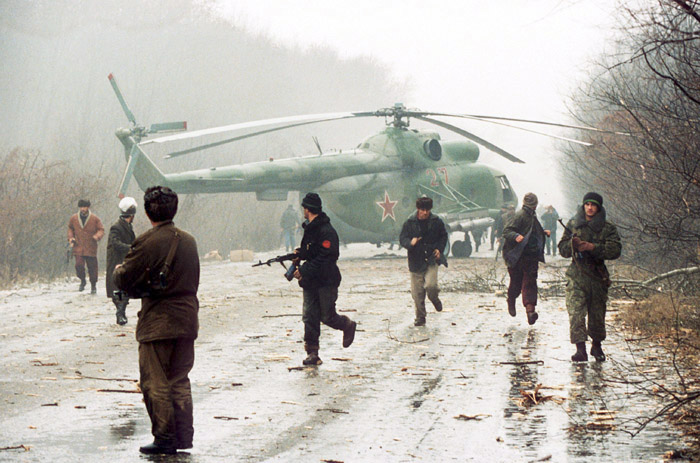
Un elicopter rusesc doborât de militanții ceceni lângă capitala Groznîi, în timpul Primului Război Cecen

În timpul disoluției fostei Uniuni Sovietice din 1991, Cecenia și-a declarat independența. În 1992, liderii ceceni și inguși au semnat o înțelegere care împărțea în două Republica Ceceno-Ingușă, cu Ingușetia alăturându-se Federației Ruse și Cecenia rămânând independentă. Dezbaterea asupra independenței a dus în final la un război civil pe scară mică, începând din 1992, în care rușii au sprijinit forțele de opoziție împotriva lui Djohar Dudaev. Mii de oameni de altă etnie decât cea cecenă (majoritatea ruși) s-au refugiat din Republica Cecenia și producția industrială a acesteia a început să se prăbușească după ce muncitorii și inginerii ruși au fugit sau au fost expulzați. Primul Război Cecen a izbucnit în 1994, când forțele rusești au pătruns în Cecenia pentru a „restabili ordinea constituțională”. După aproape doi ani de lupte sângeroase, în care zeci de mii până la 100.000 de oameni au murit, s-a ajuns la acordul de încetare a focului din 1996 de la Hasaviurt, iar trupele rusești au fost retrase din republică.

## Preludiu la Al Doilea Război Cecen

### Haos în Cecenia
După primul război, controlul guvernului separatist asupra teritoriului republicii era slab, mai ales în afara capitalei în ruine Groznîi. Zonele controlate de grupările separatiste erau din ce în ce mai mari, iar țara se adâncea pe zi ce trecea în anarhie. Ravagiile războiului și lipsa oportunităților economice au lăsat un număr foarte mare de foști rebeli duri și foarte bine înarmați fără nicio altă posibilitate de ocupație decât cele care folosesc violența. Autoritatea guvernului de la Groznîi era pusă la grea încercare de clanuri războinice locale conduse de Arbi Baraev sau Salman Raduev. Numărul răpirilor și jafurilor comise în alte părți ale Caucazului de Nord de diverse clanuri cecene a început constant să crească. În locul structurii economice devastate, răpirile au devenit principala sursă de venit pe teritoriul republicii, aducând un profit de peste 200 milioane de dolari în cei trei ani de independență ai haoticului nou stat creat. Se estimează că peste 1.300 de oameni au fost răpiți în Cecenia între 1996 și 1999,, iar în 1998 un grup de patru ostatici occidentali a fost executat. Violența politică și extremismul religios, în forma islamismului wahabist, erau frecvente și ele. În 1998, autoritățile de la Groznîi au decretat starea de urgență. Tensiunile au dus la lupte deschise precum confruntările din iulie 1998 de la Gudermes, în care circa 50 de oameni au murit în schimburile de focuri dintre Garda Națională Cecenă și milițiile islamiste.

### Relațiile ruso-cecene, 1996–1999
Alegerile din 1997 l-au adus la putere pe liderul separatist Aslan Mashadov. În 1998 și 1999, președintele Mashadov a supraviețuit câtorva tentative de asasinat puse pe seama serviciilor rusești de informații. În martie 1999, generalul Ghenadi Șpigun, trimisul Kremlinului în Cecenia, a fost răpit pe aeroportul din Groznîi, iar ulterior găsit mort în 2000, în timpul războiului.
Tensiunile politice erau alimentate în parte și de presupusele antentate teroriste cecene sau pro-cecene, de criminalitatea cecenă din Rusia, precum și de ciocnirile de la frontieră.

### Planurile de război ale Rusiei
Pe 7 martie 1999, Ministrul de Interne Serghei Stepașin a făcut apel la invadarea Ceceniei, drept răspuns la răpirea generalului MVD Ghenadi Șpigun. Totuși, prim-ministrul Evgheni Primakov a ignorat planul lui Stepașin. Ulterior, Stepașin a declarat:
„Decizia de a invada Cecenia a fost luată în martie 1999... Eram pregătit pentru o intervenție activă. Plănuiam să atingem malul nordic al râului Terek în august-septembrie [1999]. Acest [război] ar fi avut loc și fără atentatele cu bombă de la Moscova... Putin nu a descoperit nimic nou. Îl puteți întreba. Era directorul FSB la acea vreme și avea toate informațiile.”
 Conform lui Robert Bruce Ware, aceste planuri ar trebui privite ca planuri de urgență.

### Incidente teroriste și ciocniri la frontieră
Pe 16 noiembrie 1996, în Kaspiisk (Daghestan), o bombă a distrus un bloc de apartamente aparținând forțelor rusești de grăniceri; 68 de oameni au murit. Cauza exploziei nu a fost niciodată stabilită, dar în Rusia atentatul a fost pus pe seama separatiștilor ceceni. Trei oameni au murit pe 23 aprilie 1997, când o bombă a explodat în gara rusească din Armavir (Regiunea Krasnodar). Alți doi oameni au murit pe 28 mai 1997, când altă bombă a explodat în gara din Piatigorsk (Regiunea Stavropol).
Pe 22 decembrie 1997, grupuri de rebeli islamiști din Daghestan și ai militantului islamist arab cu baza în Cecenia Ibn al-Khattab au întreprins un atac asupra Diviziei 136 Infanterie Motorizată a Armatei Ruse, cantonată în Buinaksk, Daghestan, cauzându-i pierderi grele în oameni și echipament. La sfârșitul lunii mai, Rusia a anunțat că închide granița ruso-cecenă în încercarea de a combate activitățile teroriste și criminalitatea; grănicerilor li s-a ordonat să deschidă focul fără somație asupra suspecților. Pe 18 iunie 1999, șase lucrători au fost uciși când un post de grăniceri rusesc a fost atacat în Daghestan. Pe 29 iulie 1999, trupele Ministerului Rus de Interne au distrus un post de frontieră cecen și au capturat o secțiune de 800 de metri a unui drum strategic. Pe 22 august 1999, 10 polițiști ruși au fost uciși de explozia unei mine antitanc în Osetia de Nord, iar pe 9 august 1999 șase lucrători au fost răpiți in capitala osetină Vladikavkaz.

### Războiul din Daghestan
Invadarea Daghestanului a fost declanșatorul celui de-al Doilea Război Cecen. În august și septembrie 1999, Șamil Basaev, în asociere cu sauditul Ibn al-Khattab, comandantul mujahedinilor, au condus două armate de până la 2.000 de ceceni, daghestanezi, arabi, mujahedini străini și militanți wahabiști din Cecenia în republica vecină Daghestan. În acest război s-a înregistrat pentru prima dată folosirea de muniție cu exploziv combustibil (FAE) în zonele populate, cu precădere în satul Tando. La jumătatea lui septembrie 1999, militanții au fost alungați din satele ocupate și respinși înapoi în Cecenia. Cel puțin câteva sute de insurgenți au fost uciși în lupte. Tabăra federală rusă a raportat 279 lucrători uciși și aproximativ 900 răniți.

### Atentate în Rusia
Înainte să se decidă invadarea Daghestanului, a avut loc o serie de atentate cu bombă în Rusia (la Moscova și Volgodonsk), precum și în orașul daghestanez Buinaksk. Pe 4 septembrie 1999, 62 de oameni au fost uciși într-un bloc în care locuiau familii ale militarilor ruși. În următoarele trei săptămâni, atentate similare s-au petrecut în alte trei clădiri de apartamente și într-un centru comercial; în total au fost ucise în jur de 300 de persoane. Militantul arab Khattab și-a asumat inițial responsabilitatea pentru atentate, dar mai târziu a retractat acest lucru. Retractarea a fost urmată de un telefon anonim prin care se revendicau atentatele în numele unei grupări intitulate Armata de Eliberare a Daghestanului. Ulterior nu au mai existat apeluri telefonice sau alte acțiuni ale Armatei de Eliberare a Daghestanului.
O anchetă penală asupra atentatelor a fost încheiată în 2002. Rezultatele investigației, întărite de sentințe, au fost că atentatele au fost organizate de Achemez Goceaev, rămas încă în libertate și urmărit general, și ordonate de Khattab și Abu Omar al-Saif (ambii uciși ulterior), ca răzbunare pentru contraofensiva rusă împotriva incursiunii islamiștilor în Daghestan. Șase alți suspecți au fost condamnați de tribunale rusești. Totuși, mulți observatori, incluzând deputații din Duma de Stat Iuri Șcekocikin, Serghei Kovalev și Serghei Iușenkov, și-au exprimat dubii asupra versiunii oficiale și au solicitat o investigație independentă. Alții, printre care David Satter, Iuri Felștinski, Vladimir Pribîlovski și Alexandr Litvinenko, precum și autoritățile secesioniste cecene, au pretins că atentatele cu bombă din 1999 au fost coordonate de FSB în scopul obținerii sprijinului popular pentru un nou război pe scară largă în Cecenia. Acest lucru i-ar fi crescut popularitatea fostului director FSB devenit prim-ministru, Vladimir Putin, a propulsat în Duma de Stat formațiunea pro-război Rusia Unită și, după câteva luni, pe Putin însuși în postul de președinte. Cei mai aprigi susținători ai acestei teorii aveau strânse legături între ei, precum și cu Boris A. Berezovski, un magnat al petrolului exilat în Regatul Unit, care militează pentru răsturnarea prin forță a guvernului rus. Spre exemplu, Berezovski a sponsorizat cartea lui Litivinenko.
Alți specialiști au criticat teoria, considerând-o o teorie a conspirației. Specialiștii au susținut că adepții teoriei au prezentat dovezi puține și neconvingătoare în sprijinul acesteia. Gordon Bennett a mai atras atenția și asupra faptului că decizia de trimitere a trupelor în Cecenia a fost luată de Boris Elțîn, nu de Vladimir Putin, având completul asentiment al tuturor structurilor de putere după invadarea Daghestanului de către islamiști.

## Ofensiva rusă din 1999–2000

### Războiul aerian
Spre sfârșitul lui august și în septembrie 1999, Rusia a declanșat o masivă campanie aeriană de bombardament asupra Ceceniei, cu scopul declarat de a-i alunga pe militanții care invadaseră Daghestanul în luna anterioară. Pe 26 august 1999, Rusia a recunoscut că efectuează raiduri de bombardament în Cecenia. Se consideră că loviturile aeriene rusești au obligat peste 100,000 de ceceni să-și părăsească locuințele pentru a se refugia în zone mai sigure; republica vecină a Ingușetiei a apelat la ajutor din partea Națiunilor Unite pentru a face față zecilor de mii de refugiați. Pe 2 octombrie 1999, Ministerul Rus pentru Situații de Urgență a recunoscut că 78,000 de persoane s-au refugiat din calea bombardamentelor rusești din Cecenia, majoritatea îndreptându-se către Ingușetia, unde soseau într-un număr de 5.000 până la 6.000 pe zi.
Pe 22 septembrie 1999, ministrul adjunct de Interne Igor Zubov a declarat că trupele rusești au încercuit Cecenia și că erau pregătite să o recucerească, dar strategii militari avertizaseră că o ofensivă terestră se va solda probabil cu pierderi grele de partea rusă. Spre sfârșitul lui septembrie, forțele rusești executaseră deja incursiuni repetate pe teritoriul cecen și ocupaseră anumite suprafețe.

### Războiul terestru
Conflictul din Cecenia a intrat într-o nouă fază pe 1 octombrie 1999, când prim-ministrul rus Vladimir Putin a declarat ilegală activitatea președintelui cecen Aslan Mashadov și a parlamentului său..
La acea dată Putin a anunțat că trupele ruse vor iniția o invazie terestră, dar nu vor avansa decât până la Terek, râu care separă treimea nordică de restul Ceceniei. Intenția declarată a lui Putin era să obțină controlul asupra zonei de câmpie din nordul republicii și să stabilească un cordon sanitar împotriva unor eventuale agresiuni cecene; totuși, Putin a afirmat ulterior că acest cordon era „inutil și imposibil tehnic”, aparent din cauza terenului accidentat al Ceceniei. Conform unor surse rusești, Putin a accelerat un plan întocmit cu câteva luni mai devreme pentru o ofensivă pe scară largă împotriva Ceceniei.
Armata rusă a avansat cu ușurință în spațiile deschise din nordul Ceceniei și, pe 5 octombrie 1999, a ajuns la râul Terek. În această zi, un autobuz cu refugiați a fost lovit de un obuz de tanc rusesc, rănind cel puțin 11 civili; două zile mai târziu, bombardiere rusești Su-24 au lansat bombe cu fragmentație asupra satului Elistanji, ucigând 35 de oameni. Pe 10 octombrie 1999, Mashadov a lansat un plan de pace propunând reprimarea liderilor rebeli insurgenți. Oferta a fost refuzată de partea rusă. El a apelat și la NATO pentru a ajuta la oprirea luptelor dintre forțele lui și trupele rusești, însă fără rezultat.
Pe 12 octombrie 1999, trupele ruse au forțat Terekul și au început din două direcții să avanseze spre sud, către capitala Groznîi. Sperând să evite pierderile masive din Primul Război Cecen, rușii au înaintat lent și în forță, făcând exces de artilerie și bombardamente aeriene în încercarea de a slăbi defensiva cecenă. Mii de civili au fugit din calea ofensivei rusești, părăsind Cecenia și refugiindu-se în republicile autonome vecine. Ulterior, numărul lor a fost estimat între 200.000 și 350.000, din totalul de aproximativ 800.000 de locuitori ai Ceceniei. Rușii nu și-au asumat niciun risc cu populația cecenă din spatele frontului, instituind, în octombrie, „lagăre de filtrare” în nordul Ceceniei, în care i-au internat pe cei suspecți de a fi membri ai formațiunilor de militanți bandformirovania, literal: „formațiuni banditești”.
Pe 15 octombrie 1999, forțele rusești, după executarea unui baraj intens de artilerie și tancuri împotriva luptătorilor ceceni, au preluat controlul unei înălțimi strategice care aducea capitala Groznîi în raza artileriei ruse. Drept răspuns, președintele Mashadov a proclamat gazavat (războiul sfânt) pentru a se opune avansării armatei ruse. Legea marțială a fost declarată în Ichkeria și rezerviștii au fost rechemați sub arme. Guvernul rus nu a declarat însă legea marțială sau starea de urgență în Cecenia sau Rusia. În ziua următoare, forțele rusești au capturat strategicele Înălțimi Terski din vecinătatea capitalei Groznîi, alungându-i pe cei 200 de apărători ceceni. După lupte grele, Rusia a încercuit baza cecenă din satul Goragorski, în vestul orașului.
Pe 21 octombrie 1999, o rachetă rusească cu rază scurtă de acțiune a lovit piața centrală din Groznîi, ucigând peste 140 de oameni, inclusiv multe femei și copii, și rănind alte câteva sute. Un purtător de cuvant rus a declarat că piața aglomerată a fost țintită deoarece era folosită de separatiști ca târg de armament. Opt zile mai târziu, un aparat de zbor rusesc a efectuat un atac cu rachete asupra unui numeros convoi de refugiați care se întreptau spre Ingușetia, ucigând cel puțin 25 de civili, inclusiv reprezentanți ai Crucii Roșii și jurnaliști. După alte două, forțele rusești au executat un puternic baraj de artilerie și rachete asupra localității Samașki. Au existat speculații că civilii au fost uciși la Samașki drept răzbunare pentru pierderile grele suferite de forțele ruse în timpul Primului Război Cecen.
Pe 12 noimebrie 1999, drapelul rusesc a fost ridicat deasupra celui de-al doilea oraș cecen ca mărime, Gudermes, când comandanții ceceni locali, frații Iamadaiev, au trecut în tabăra federală; rușii au pătruns de asemenea și în Asinovskaia, fostul sat căzăcesc. Luptele din și în jurul localității Kulari au continuat până în ianuarie 2000. Pe 17 noiembrie 1999, soldații ruși i-au dislocat pe separatiștii ceceni din Bamut, simbolicul bastion separatist din primul război; zeci de luptători ceceni și mulți civili au fost uciși, iar satul a fost ras de pe fața pământului prin bombardamente cu bombe termobarice. Două zile mai târziu, după o încercare ratată cu cinci zile anterior, forțele rusești au reușit să captureze satul Atcihoi-Martan.
Pe 26 noiembrie 1999, Adjunctul Șefului de Stat Major Valeri Manilov a declarat că faza a doua a campaniei din Cecenia se apropie de sfârșit, iar o fază a treia, ultima, urma să înceapă curând. Conform lui Manilov, țelul celei de-a treia faze era să distrugă „grupările banditești” din munți. Câteva zile mai târziu, Ministrul rus al Apărării Igor Sergheev a declarat că forțele ruse ar mai putea avea nevoie de trei luni pentru a-și încheia campania militară din Cecenia, în timp ce unii generali considerau că ofensiva s-a putea termina de Anul Nou. Ziua următoare, cecenii au recapturat pentru scurtă vreme orășelul Novogroznenski.
Pe 1 decembrie 1999, după săptămâni de lupte intense, forțele ruse conduse de general-maiorul Vladimir Șamanov au ocupat Alkan-Iurt, un sat aflat la sud de Groznîi. Apărătorii ceceni și străini au pricinuit numeroase victime în rândurile trupelor rusești, ucigând, conform unor relatări, peste 70 de soldați ruși înainte să se retragă, dar suferind la rândul lor pierderi grele. În aceeași zi, separatiștii ceceni au început să execute o serie de contraatacuri împotriva trupelor federale în câteva sate, precum și la periferiile orașului Gudermes. Luptătorii ceceni din Argun, un orășel aflat la cinci kilometri est de Groznîi, au opus cea mai puternică rezistență trupelor federale de la începutul ofensivei militare a Moscovei. Și separatiștii din orașul Urus-Martan au opus o rezistență îndârjită, utilizând tactici de gherilă pe care Rusia ar fi dorit să le evite cu orice preț. Pe 9 decembrie 1999, forțele ruse încă bombardau Urus-Martan, deși comandanții ceceni anunțaseră că luptătorii lor se retrăseseră deja. 
Pe 4 decembrie 1999, comandantul trupelor rusești din Caucazul de Nord, generalul Viktor Kazanțev, a anunțat că Groznîi a fost complet încercuit de armata rusă. Următoarea țintă a militarilor ruși a fost capturarea orașului Șali, aflat la 20 de kilometri sud-est de capitală, unul din ultimele bastioane separatiste rămase. Primul pas al trupelor federale a fost capturarea celor două poduri care legau Șali de capitala Groznîi, iar din 11 decembrie 1999 militarii ruși încercuiseră complet Șali, obligându-i pe separatiști să înceapă să-și retragă forțele. În a doua jumătate a lunii decembrie, armata rusă și-a concentrat atacurile în sudul Ceceniei, pregătindu-se să lanseze altă ofensivă dinspre Daghestan.

### Asedierea capitalei Groznîi

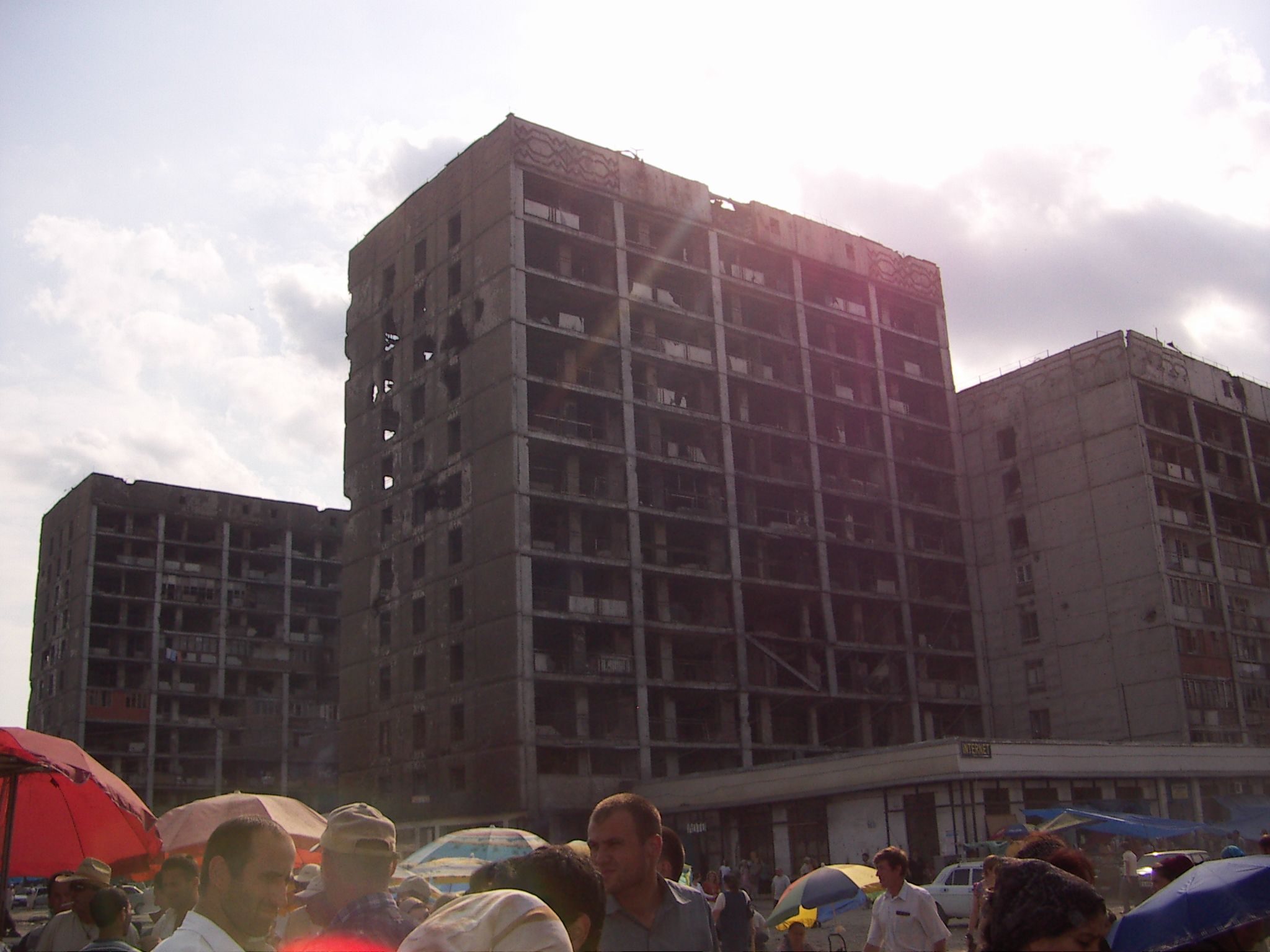
Clădiri distruse din Groznîi (foto 2006)

Între timp, ofensiva împotriva orașului Groznîi a fost declanșată la începutul lunii decembrie. Bătălia principală, însoțită de asaltul asupra localităților învecinate, a luat sfârșit când armata rusă a capturat orașul, pe 2 februarie 2000.
În conformitate cu cifrele oficiale rusești, cel puțin 368 de militari federali și un număr necunoscut de paramilitari pro-ruși au murit în Groznîi. Și forțele separatiste au suferit pierderi grele, incluzând și pierderea mai multor comandanți principali. Ministrul rus al Apărării Igor Sergheev a declarat că 1.500 de separatiști au fost uciși în timp ce încercau să părăsească Groznîi. Separatiștii au afirmat că au pierdut cel puțin 400 de luptători în câmpul de mine de la Alkan-Kala.
Asediul și luptele au lăsat capitala Groznîi mai devastată decât orice alt oraș european de la al Doilea Război Mondial; în 2003, Națiunile Unite au declarat Groznîi drept cel mai distrus oraș de pe pământ.
În timpul avansului lor, rușii au suferit pierderi grele din cauza seriei de contraatacuri și ambuscade cecene. Pe 26 ianuarie 2000, guvernul rus a anunțat că 1.173 militari au fost uciși în Cecenia începând cu luna octombrie, o cifră mai mult decât dublă față de cei 544 de morți raportați cu doar 19 zile mai devreme.

### Luptele din munți
Lupte grele, însoțite de masive bombardamente și tiruri de artilerie, au continuat pe tot parcursul iernii anului 2000 în regiunea muntoasă din sudul Ceceniei, în special în zonele din jurul localităților Argun, Vedeno și Șatoi, unde lupte implicând forțe aeropurtate rusești au izbucnit încă începând din 1999.
Pe 9 februarie 2000, o rachetă tactică rusească a lovit o mulțime adunată în fața clădirii administrației locale din Șali, localitate declarată anterior drept una din „zonele sigure”, pentru a-și ridica pensiile. Atacul a fost o reacție la un raport care sugera că un grup de luptători ceceni a pătruns în oraș. Se estimează că racheta a ucis în jur de 150 de civili și a fost urmată de un atac cu elicoptere de luptă, care a cauzat și mai multe victime. Human Rights Watch a cerut armatei ruse să nu mai folosească în Cecenia bombe termobarice, cunoscute în Rusia drept „bombe cu vacuum”, organizația fiind îngrijorată de numărul mare de victime civile cauzate de „bombardamentele extinse și adesea nediscriminatorii practicate de forțele ruse”. Pe 18 februarie 2000, într-una din rarele declarații referitoare la pierderile rusești, ministrul rus de Interne Vladimir Rușailo a recunoscut că un elicopter de transport al armatei ruse a fost doborât în sudul Ceceniei, ucigându-i pe cei 15 oameni de la bord.
Pe 29 februarie 2000, comandantul Grupurilor de Armate Reunite, Ghenadi Troșev, a declarat că „operațiunea contrateroristă din Cecenia a luat sfârșit. Acum va mai dura două săptămâni să eliminăm grupările izolate”. Ministrul rus al Apărării, mareșalul Igor Sergheev, evalua numărul separatiștilor ca fiind cuprins între 2.000 și 2.500 de oameni, „împrăștiați prin toată Cecenia”. În aceeași zi, o companie de parașutiști ruși din Pskov a fost atacată pe Dealul 776 din apropierea satului Ulus-Kert, în zona de șes a Ceceniei; cel puțin 84 de militari ruși au fost uciși în urma luptelor extrem de grele. Ziarul oficial al Ministerului Rus al Apărării a raportat cel puțin 400 de separatiști uciși, cifră care s-ar fi bazat pe transmisiuni interceptate, rapoarte de informații, martori oculari, locuitori din zonă și ceceni capturați. Pe 2 martie 2000, o unitate OMON din Podolsk a deschis din greșeală focul în Groznîi împotriva altei unități OMON din Serghiev Posad; cel puțin 24 lucrători ruși au fost uciși în acest incident.
În martie, un grup numărând cel puțin 1.000 de luptători ceceni, urmărit de armata rusă după retragerea din Groznîi și condus de comandantul militar Ruslan Ghelaev, a ocupat satul Komsomolskoe din zona colinară a Ceceniei, unde a rezistat două săptămâni, suferind în schimb pierderi grele; rușii au admis și ei peste 50 de morți. Pe 29 martie 2000, 52 de soldați ruși au fost uciși lângă Vedeno, în urma unei ambuscade a separatiștilor asupra unui convoi OMON din Perm.
Pe 23 aprilie 2000, un convoi cu 22 de vehicule care transporta muniție și alte echipamente pentru forțele aeropurtate a fost atacat lângă Serjen-Iurt, în defileul Vedeno, de circa 80 până la 100 de „bandiți”, conform generalului Troșev; în cele patru ore de luptă care au urmat, tabăra federală a pierdut 15 soldați guvernamentali, conform ministrului rus al Apărării. General Troșev a declarat presei că au fost găsite cadavrele a patru separatiști. Cartierul General al Forțelor Aeropurtate a susținut ulterior că 20 de separatiști au fost uciși și 2 luați prizonieri. Curând, forțele rusești au ocupat și ultimele localități care mai rămăseseră centre ale rezistenței organizate. Armata rusă a lansat o nouă ofensivă împotriva ultimelor bastioane separatiste din munți, în decembrie 2000.

### Restabilirea guvernului federal
Președintele rus Vladimir Putin a stabilit controlul direct asupra Ceceniei în mai 2000. Luna următoare, Putin l-a numit pe Ahmad Kadîrov ca șef interimar al guvernului pro-moscovit. Aceste măsuri au fost în general aprobate de opinia publică din Rusia, dar creșterea numărului de morți în rândul trupelor rusești a temperat entuziasmul public. Pe 23 martie 2003, o nouă constituție cecenă a fost aprobată printr-un referendum. Constituția din 2003 garanta Republicii Cecenia un grad sporit de autonomie, însă o lega în continuare strâns de Rusia și de guvernul federal. Constituția a intrat în vigoare pe 2 aprilie 2003. Referendumul a fost puternic sprijinit de guvernul rus, însă a fost criticat dur de separatiștii ceceni; mulți cetățeni au ales să îl boicoteze. Ahmad Kadîrov a fost asasinat prin detonarea unei bombe, în 2004. Din decembrie 2005, fiul său Ramzan Kadîrov, liderul milițiilor pro-moscovite cunoscute drept Kadîrovțî, este conducătorul de facto al Ceceniei. Kadîrov, ale cărui forțe neregulate sunt acuzate de comiterea mai multor răpiri de persoane și atrocități, a devenit cea mai puternică persoană din Cecenia. În februarie 2007, cu sprijinul lui Putin, Ramzan Kadîrov l-a înlocuit pe Alu Alhanov în funcția de președinte al republicii.

## Insurgența

### Război de gherilă în Cecenia
Deși luptele pe scară largă din Cecenia au încetat, au continuat atacurile zilnice, în special în sudul Ceceniei, inclusiv în teritoriile învecinate din Caucaz, mai ales după înființarea Frontului Caucazian. Mici unități separatiste cecene atacă oficiali ruși sau pro-ruși, forțele de securitate și convoaiele militare sau ale miliției. Unitățile separatiste instalează dispozitive explozive improvizate și uneori se grupează pentru raiduri mai mari. Forțele ruse răspund apoi cu tiruri de artilerie și bombardamente aeriene, precum și cu operațiuni de contrainsurgență. Majoritatea militarilor ruși prezenți în Cecenia sunt acum angajați pe bază de contract (kontraktniki), spre deosebire de recruții din anii anteriori. În timp ce Rusia continuă să-și mențină prezența militară în Cecenia, trupele federale ruse joacă acum un rol mai discret în republică. Forțele cecene pro-Kremlin, cunoscute drept Kadîrovțî, sub comanda omului forte local Ramzan Kadîrov, domină acum operațiunile de securitate și impunere a legii, mulți dintre membrii lor (inclusiv Kadîrov însuși) fiind foști separatiști care au dezertat în tabăra rusă începând cu 1999. Din 2004, Kadîrovțî au fost parțial încorporați în două unități ale Ministerului de Interne, Nord și Sud (Sever și Iug). Alte două unități ale forțelor cecene promoscovite, Est și Vest (Vostok și Zapad) sunt comandate de Sulim Iamadaev (Vostok) și Said-Magomed Kakiev (Zapad).
Pe 16 aprilie 2009, șeful Serviciului Federal de Securitate, Alexandr Bortnikov, anunța că a fost „anulat decretul de impunere a operațiunilor antiteroriste din teritoriu, cu începere de la miezul nopții”. Conform președintelui cecen Ramzan Kadîrov, anunțul însemna că războiul s-a terminat cu victoria forțelor pro-ruse. Totuși, în timp ce Cecenia a fost în general stabilizată, au continuat ciocniri locale cu militanții în regiunile învecinate Daghestan și Ingușetia.

### Atentate sinucigașe
Între iunie 2000 și septembrie 2004, insurgenții ceceni au adăugat între tacticile lor și atentatele sinucigașe. În această perioadă, au avut loc 23 de atentate în și în afara Ceceniei. Țintele atentatorilor sinucigași ceceni variau în funcție de circumstanțele atentatelor, majoritatea atacând obiective militare sau guvernamentale.

### Asasinate
Ambele tabere au comis numeroase asasinate. Cele mai cunoscute dintre acestea includ uciderea, pe 13 februarie 2004, în Qatar, a fostului președinte separatist cecen aflat în exil Zelimhan Iandarbiev, iar pe 9 mai 2004, uciderea președintelui cecen pro-rus Ahmad Kadîrov, în timpul unei parade în Groznîi.

### Frontul Caucazian
Cu toate că insurgența locală anti-rusească în Caucazul de Nord începuse încă dinainte de război, în mai 2005, la două luni după moartea lui Ahmad Mashadov, separatiștii ceceni au anunțat în mod oficial că au format un Front Caucazian, cu scopul de a „reforma sistemul de putere politic și militar”. Alături de „sectoarele” cecen, daghestanez și inguș, în „Front” au fost incluse și jamaatele Stavropol, Cabardino-Balcaria, Krasnodar, Karaciai-Cerchezia, Osetin și Adîgheia. În esență, acest lucru însemna că practic toate regiunile din sudul Rusiei erau implicate în ostilități.
Mișcarea separatistă cecenă și-a asumat deci un rol nou, acela de nod logistic și probabil financiar al insurgenței din Caucazul de Nord. Intensificarea ciocnirilor dintre forțele federale și militanții locali continuă în Daghestan, în timp ce lupte sporadice erup în celelalte regiuni din sudul Rusiei, în special în Ingușetia. Cel mai notabil astfel de incident s-a produs la Nalcik, pe 13 octombrie 2005.

## Drepturile omului și terorism

### Drepturile omului și crimele de război

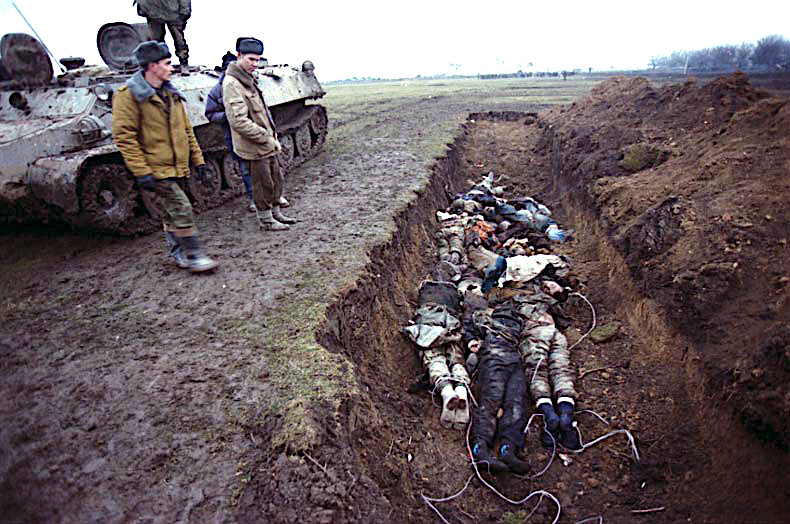
Gropi comune în Cecenia

Oficialii ruși și separatiștii ceceni și-au acuzat în mod repetat și regulat adversarul de comiterea a numeroase crime de război incluzând răpiri, asasinate, luări de ostatici, jafuri, violuri și alte diverse violări ale legilor războiului. Organizațiile umanitare și internaționale, incluzând Consiliul Europei și Amnesty International, au criticat ambele tabere ale conflictului pentru „evidente și susținute” violări ale legilor umanitare internaționale.
Grupările occidentale de apărare a drepturilor omului estimează că, din 1999, în Cecenia au avut loc în jur de 5,000 de dispariții forțate.
Secretarul american de stat Madeleine Albright sublinia în discursul ținut pe 24 martie 2000, în fața Comisiei pentru Drepturile Omului a Națiunilor Unite:
Nu putem ignora faptul ca mii de civili ceceni au murit și mai mult de 200,000 au fost alungați din casele lor. Împreună cu alte delegații, ne-am exprimat îngrijorarea în fața rapoartelor repretate și credibile privind violarea drepturilor omului de către forțele ruse din Cecenia, incluzând asasinate extrajudiciare. Există de asemenea informații că separatiștii ceceni au comis abuzuri, incluzând uciderea unor civili și prizonieri.... Războiul din Cecenia a depreciat puternic statutul internațional al Rusiei și izolează Rusia de comunitatea internațională. Efortul Rusiei de a repara această depreciere, atât intern cât și peste hotare, sau alegerea ei de a risca o și mai mare izolare, este cea mai imediată și importantă provocare cu care se confruntă Rusia.

## Personalități relevante

### Politicieni și comandanți ruși
Președinții Rusiei(în ordine cronologică) Boris Elțîn (decedat în 2007), Vladimir Putin (prim-ministru din 2008)
Șefii FSB, GRU și ai Statului Major al Forțelor ArmateNikolai Patrușev – Valentin Korabelnikov – Anatoli Kvașnin, Iuri Baluevski
Comandanții Grupului de Forțe Reunite ale Caucazului de Nord(în ordine cronologică) Vladimir Moltenskoi, Serghei Makarov, Valeri Baranov (mutilat în 2004), Iakov Nedobitko
Comandanții Districtului Militar al Caucazului de Nord(în ordine cronologică) Viktor Kazanțev, Ghenadi Troșev, Vladimir Boldîrev, Alexandr Baranov
Miniștrii Apărării ai Federației Ruse(în ordine cronologică) Igor Sergheev, Serghei Ivanov, Anatoli Serdiukov
Miniștrii de Interne ai Rusiei(în ordine cronologică) Vladimir Rușailo, Boris Grîzlov, Rașid Nurgaliev
Comandanții militari ai CecenieiEvgheni Abrașin, Ivan Babicev, Grigori Fomenko, Leonid Krivonos
Președinții Republicii Cecenia(în ordine cronologică) Ahmad Kadîrov (asasinat în 2004), Alu Alhanov, Ramzan Kadîrov
Comandanți și politicieni ceceni pro-rușiSalman Abuiev (asasinat în 2001), Artur Ahmadov, Ruslan Alhanov, Abu Arsanukaev, Aslambek Aslahanov, Movladi Baisarov (asasinat în 2006), Șamil Buraev, Zina Batijeva, Odes Baisultanov, Alimbek Delimhanov, Adam Demilhanov, Adam Deniev (asasinat în 2000), Rudnik Dudaev †, Taus Djabrailov, Bislan Gantamirov, Musa Gazimagomadov (decedat în 2003), Husein Isaev (asasinat în 2004), Idris Gaibov, Muslim Iliasov, Zelimhan Kadîrov (decedat în 2004), Said-Magomed Kakiev, Nusreda Habuseeva †, Magomed Hambiev, Ibrahim Hultigov, Rezvan Kuțuev, Supian Mahceaev, Malik Saidulaev, Sultan Satuev, Movsar Temirbaev, Raibek Tovzaev (ucis în 2001), Ruslan Țakaev (decedat în 2003), Said-Selim Țuev, Djabrail Iamadaev (asasinat în 2003), Halid Iamadaev, Ruslan Iamadaev, Sulim Iamadaev, Alambek Iasaev, Aud Iusupov †, Ahmad Zavgaev (asasinat în 2002) și alții
Comandanți și politicieni rușiSerghei Abramov, Muhu Aliev, Aslambek Aslahanov, Mihail Babici, Viktor Barsukov, Aleksandr Bespalov, Iuri Budanov (închis între 2003–2009, asasinat în 2011), Boris Fadeev, Gaidar Gadjiev (asasinat în 2001), Magomed Gazimagomedov, Nikolai Goridov (asasinat în 2002), Aleksandr Kaiak (asasinat în 2005), Oleg Hotin, Alexandr Kolmakov, Djabrail Kostoev (asasinat în 2006), Abukar Kostoev (ucis în 2004), Anatoli Kiarov (asasinat în 2008), Alexandr Lențov, Adîlgherei Magomedtaghirov, Magomedali Magomedov, Ibrahim Malsagov, Mihail Malofaev (ucis în 2000), Valeri Manilov, Mark Mețaev †, Magomed Omarov (asasinat în 2005), Boris Podoprigora, Aleksandr Potapov, Anatoli Pozdniakov (asasinat în 2001), Mihail Rudcenko (asasinat în 2002), Ian Sergunin (asasinat în 2004), Vladimir Șamanov, Igor Șifrin (asasinat în 2002), Gheorghi Șpak, Gherman Ugriumov (decedat în 2001), Pavel Varfolomeev (asasinat în 2001), Serghei Iastrjembski, Serghei Zveriev (asasinat în 2000), Murat Ziazikov și alții

### Politicieni și comandanți separatiști
Președinții Ichkeriei(în ordine cronologică) Aslan Mashadov (ucis în 2005), Șeih Abdul Halim (ucis în 2006), Doku Umarov
Comandanți și politicieni separatiști ceceniSalman Abuev (dezertat în tabăra rusă), Aslambek Abdulhadjiev (ucis în 2002), Artur Ahmadov (dezertat în tabăra rusă), Ilias Ahmadov, Uvais Ahmadov, Ruslan Abdulhadjiev (dat dispărut în 2000), Ruslan Alhanov (dezertat în tabăra rusă), Vaha Arsanov (ucis pe front sau în captivitate, în 2005), Turpal-Ali Atgheriev (decedat sau ucis în captivitate, în 2002), Ahmed Avtorhanov (ucis în 2005), Arbi Baraev (ucis în 2001), Movsar Baraev (ucis în 2002), Șamil Basaev (ucis în 2006), Rizvan Citigov (ucis în 2005), Leha Dudaev (ucis în 2000), Suleiman Elmurzaev (ucis în 2007), Idris Gaibov (dezertat în tabăra rusă), Ruslan Ghelaev (ucis în 2004), Sultan Ghelishanov (capturat în 2006), Leha Islamov (decedat sau ucis în captivitate, în 2005), Aslambek Ismailov (ucis în 2000), Hunkarpașa Israpilov (ucis în 2000), Magomed Hambiev (dezertat în tabăra rusă), Umar Hambiev, Ibrahim Hultigov (dezertat în tabăra rusă), Isa Munaev, Isa Muskiev (ucis în 2006), Abu Movsaev (ucis în 2000), Hoj-Ahmed Nuhaev (soartă necunoscută), Salman Raduev (decedat sau ucis în captivitate, în 2002), Salautdin Temirbulatov (arestat), Movladi Udugov, frații Iamadaev (dezertați în tabăra rusă), Zelimhan Iandarbiev (asasinat în 2004), Ahmed Zakaev și alții
Comandanți militari nord-caucazieni și străiniAnzor Astemirov (ucis în 2010), Muslim Ataev (ucis în 2005), Alan Digorski, Ilias Gorcihanov (ucis în 2005), Rappani Halilov (ucis în 2007), Ibn al-Khattab (asasinat în 2002), Abdul Madjid (ucis în septembrie 2008), Rasul Makașaripov (ucis în 2005), Muhannad, Abu Hafs al-Urduni (ucis în 2006), Abu al-Walid (ucis în 2004), Ahmed Ievloev (capturat în 2010) și alții

### Alte persoane implicate
ZiariștiAndrei Babițki, Supian Ependiev (ucis în 1999), Adlan Hasanov (ucis în 2004), Ramzan Mejidov (ucis în 1999), Anna Politkovskaia (asasinată în 2006), Roddy Scott (ucis în 2002), Fatima Tlisova și alții
Victime ale încălcării drepturilor omuluiRuslan Alihadjiev (răpit în 2000, presupus mort), Șahid Baisaev (răpit în 2000, presupus mort), Zura Bitieva (ucisă împreună cu întreaga familie, în 2003), Elza Kungaeva (răpită, violată și ucisă în 2000), Nura Lulueva (răpită și ucisă în 2000), Zelimhan Murdalov (dat dispărut în 2001, presupus mort), Malika Umajeva (ucisă în 2002), Hadji-Murat Iandiev (dat dispărut în 2000, presupus mort), și alții
AlțiiRuslan Aușev, Șamil Beno, Aleksei Galkin, Nur-Pași Kulaev (arestat în 2006, soartă necunoscută), Serghei Lapin (arestat în 2005), Timur Mucuraev, Lidia Iusupova și alții